# Say It Like You Mean It
Say It Like You Mean It è il primo album della band The Starting Line, pubblicato il 16 luglio 2002 dalla Drive-Thru Records. Contemporaneamente alla sua uscita, è stata resa disponibile anche una versione alternativa dell'album, acquistabile solo online e con una copertina diversa: attualmente questa edizione è fuori produzione.

## Elenco delle tracce
Tutte le canzoni sono state scritte dai The Starting Line, eccetto dove segnalato diversamente.
- 1. "Up & Go" – 3:36
- 2. "Given the Chance" – 2:57
- 3. "Leaving" – 3:33
- 4. "Best of Me" – 4:18
- 5. "A Goodnight's Sleep" – 4:22
- 6. "Almost There, Going Nowhere" – 3:26
- 7. "Cheek to Cheek" – 4:38
- 8. "Hello Houston" – 2:23
- 9. "Decisions, Decisions" – 3:50
- 10. "The Saddest Girl Story" – 3:28
- 11. "Left Coast Envy" – 4:25
- 12. "The Drama Summer" (Kenny Vasoli) – 2:52
- 13. "This Ride" – 3:40

## Formazione
- Nate Barcalow – voce di fondo
- Mike Golla – chitarra
- Keith Goodwin – voce di fondo
- Tom Gryskiewicz – batteria
- Kenny Vasoli – voce e basso
- Matt Watts – chitarra